# Rożyńsk
Rożyńsk, auch: Różyńsk (deutsch Rosinsko, 1938 bis 1945 Rosenheide) ist ein Dorf in der polnischen Woiwodschaft Ermland-Masuren und gehört zur Gmina Ełk (Landgemeinde Lyck) im Powiat Ełcki (Kreis Lyck).

## Geographische Lage
Rożyńsk liegt am Nordostufer des Druglin-Sees (1938 bis 1945 Insel-See, polnisch Jezioro Druglin Duży) im südlichen Osten der Woiwodschaft Ermland-Masuren, 13 Kilometer westlich der Kreisstadt Ełk (Lyck).

## Geschichte
Das vor 1785 Rosinsken und bis 1938 Rosinsko genannte Dorf wurde Im Jahre 1550 gegründet. Zwischen 1874 und 1945 war es in den Amtsbezirk Klaussen (polnisch Klusy) eingegliedert, der zum Kreis Lyck im Regierungsbezirk Gumbinnen (ab 1905: Regierungsbezirk Allenstein) in der preußischen Provinz Ostpreußen gehörte. Rosinsko zählte im Jahre 1910 insgesamt 402 Einwohner.
Aufgrund der Bestimmungen des Versailler Vertrags stimmte die Bevölkerung im Abstimmungsgebiet Allenstein, zu dem Rosinsko gehörte, am 11. Juli 1920 über die weitere staatliche Zugehörigkeit zu Ostpreußen (und damit zu Deutschland) oder den Anschluss an Polen ab. In Rosinsko stimmten 340 Einwohner für den Verbleib bei Ostpreußen, auf Polen entfielen keine Stimmen. Am 30. September 1928 wurde der Nachbargutsbezirk Rogallicken (1938 bis 1945 Kleinrosenheide, polnisch Rogalik) nach Rosinsko eingemeindet, was sich auch auf die Einwohnerzahl auswirkte: siestieg bis 1933 auf 481. Am 3. Juni (amtlich bestätigt am 16. Juli) des Jahres 1938 wurde Rosinsko aus politisch-ideologischen Gründen der Vermeidung fremdländisch klingender Ortsnamen in „Rosneheide“ umbenannt. Die Einwohnerzahl belief sich 1939 auf 460.
In Kriegsfolge kam der Ort 1945 mit dem gesamten südlichen Ostpreußen zu Polen und erhielt die polnische Namensform „Rożyńsk“. Heute ist er Sitz eines Schulzenamtes (polnisch Sołectwo) und als solches eine Ortschaft im Verbund der Gmina Ełk (Landgemeinde Lyck) im Powiat Ełcki (Kreis Lyck), bis 1998 der Woiwodschaft Suwałki, seither der Woiwodschaft Ermland-Masuren zugehörig.

## Kirche

### Evangelisch
Bis 1945 war Rosinsko resp. Rosenheide in die evangelische Kirche Klaussen in der Kirchenprovinz Ostpreußen der Kirche der Altpreußischen Union eingepfarrt. Heute gehören die evangelischen Kirchenglieder zur Kirchengemeinde in der Stadt Ełk (Lyck), einer Filialgemeinde der Pfarrei in Pisz (Johannisburg) in der Diözese Masuren der Evangelisch-Augsburgischen Kirche in Polen.

### Römisch-katholisch
Vor 1945 gehörten die katholischen Einwohner in Rosinsko bzw. Rosenheide zur Pfarrkirche St. Adalbert in Lyck im Bistum Ermland. Heute ist Rożyńsk selber Kirchort mit der von der Pfarrei Klusy (Klaussen) versorgten Filialkirche, die dem Św. Brata Alberta gewidmet ist. Sie wurde in den Jahren 1997 bis 1999 errichtet und am 20. September 1999 durch Bischof Wojciech Ziemba geweiht.

## Verkehr
Rożyńsk liegt verkehrstechnisch günstig zwischen der Woiwodschaftsstraße 656 und der Landesstraße 16 (einstige deutsche Reichsstraße 127) sowie mit Anbindung durch Nebenstraßen in das westliche und östliche Umland.
Bis 2009/10 war Rogale die nächste Bahnstation – der Bahnhof lag nur 750 Meter nördlich von Rożyńsk. Damit bestand Anschluss an die heute nicht mehr regulär befahrene Bahnstrecke Czerwonka–Ełk (deutsch Rothfließ–Lyck).